# Prodicus falcatus
Prodicus falcatus är en mångfotingart som beskrevs av Gulicka 1967. Prodicus falcatus ingår i släktet Prodicus och familjen Anthroleucosomatidae. Inga underarter finns listade i Catalogue of Life.